# 說謊 (張信哲專輯)
《說謊》是張信哲首張個人專輯，1988年他簽約當時滾石唱片旗下的巨石音樂，並於1989年3月21日發行了此張個人第一張唱片。之後張信哲一炮而紅，後一年之內再發兩張國語專輯，不過之後由於服兵役暫停了其剛剛走紅的歌唱事業。
張信哲在成名後接受專訪時談到當年第一張專輯的時候談笑風生，稱公司說自己的外形不夠好，拍的宣傳照幾乎都不能用，最後攝影師的一個“偷拍”居然成了專輯的封面。而談到第一張專輯的唱腔他也說公司希望他唱出滄桑感，模仿諸如王傑，齐秦等那種走江湖多年的浪子唱法。

## 曲目
| 曲序 | 曲名         | 作曲                     | 作詞                     | 編曲   | 注釋                                                            |
| 01   | 我們愛這個錯 | 林隆璇                   | 林隆璇                   | 惠源   | 第一主打 粵語版為劉德華的《共你傷心過》                         |
| 02   | 諾言也許不變 | 許卿燿                   | 許卿燿                   | 屠穎   |                                                                 |
| 03   | 今夜夢裡有霧 | 佚名                     | 丁曉雯                   | Reggie |                                                                 |
| 04   | 你心動了嗎   | 鄭柏秋                   | 何啟弘                   | 洪愛倫 |                                                                 |
| 05   | C'est La Vie | Greg Lake Peter Sinfield | Greg Lake Peter Sinfield | Reggie | 改编自Emerson, Lake & Palmer的《C'est la Vie》 齐豫亦有翻唱此曲 |
| 06   | 請別離去     | 陳聲                     | 張蕙君                   | 屠穎   |                                                                 |
| 07   | Without You  | Pete Ham Thomas Evans    | Pete Ham Thomas Evans    | Reggie | 改编自Badfinger的《Without You》                                |
| 08   | 別再沉默對我 | 林隆璇                   | 林隆璇                   | 惠源   | 女聲：于希平                                                    |
| 09   | 思念的旋律   | 鄭柏秋                   | 鄭柏秋                   | 洪愛倫 |                                                                 |
| 10   | 快樂悲傷     | 林隆璇                   | 林隆璇                   | 鮑比達 |                                                                 |

## 唱片版本
- CD版

1. ↑  情歌王子已半百
2. ↑  从情歌王子到情歌王爷 一部张信哲的情歌史记